# Golden State Warriors 2002-2003
La stagione 2002-03 dei Golden State Warriors fu la 54ª nella NBA per la franchigia.
I Golden State Warriors arrivarono sesti nella Pacific Division della Western Conference con un record di 38-44, non qualificandosi per i play-off.

## Risultati
| Squadra                | V  | P  | PCT  | GB |
| ---------------------- | -- | -- | ---- | -- |
| Sacramento Kings       | 59 | 23 | 72,0 | -  |
| Los Angeles Lakers     | 50 | 32 | 61,0 | 9  |
| Portland Trail Blazers | 50 | 32 | 61,0 | 9  |
| Phoenix Suns           | 44 | 38 | 53,7 | 15 |
| Seattle SuperSonics    | 40 | 42 | 48,8 | 19 |
| Golden State Warriors  | 38 | 44 | 46,3 | 21 |
| Los Angeles Clippers   | 27 | 55 | 32,9 | 32 |

## Roster
| N° | Naz.                   | Ruolo | Sportivo         | Anno | Alt. | Peso \|\| |
| -- | ---------------------- | ----- | ---------------- | ---- | ---- | --------- |
| 0  | Stati Uniti (bandiera) | G     | Gilbert Arenas   | 1982 | 191  | 87        |
| 1  | Stati Uniti (bandiera) | A     | Troy Murphy      | 1980 | 211  | 111       |
| 2  | Stati Uniti (bandiera) | G     | Dean Oliver      | 1978 | 180  | 82        |
| 3  | Stati Uniti (bandiera) | G     | Bob Sura         | 1973 | 196  | 91        |
| 4  | Rep. Ceca (bandiera)   | G     | Jiří Welsch      | 1980 | 201  | 94        |
| 5  | Stati Uniti (bandiera) | AC    | Guy Rucker       | 1977 | 211  | 120       |
| 10 | Stati Uniti (bandiera) | GA    | Mike Dunleavy    | 1980 | 206  | 100       |
| 11 | Stati Uniti (bandiera) | G     | Earl Boykins     | 1976 | 165  | 61        |
| 11 | Stati Uniti (bandiera) | G     | A.J. Guyton      | 1978 | 185  | 82        |
| 18 | Venezuela (bandiera)   | A     | Óscar Torres     | 1976 | 198  | 95        |
| 21 | Stati Uniti (bandiera) | A     | Danny Fortson    | 1976 | 201  | 118       |
| 23 | Stati Uniti (bandiera) | G     | Jason Richardson | 1981 | 198  | 100       |
| 25 | Stati Uniti (bandiera) | C     | Erick Dampier    | 1975 | 211  | 120       |
| 31 | Stati Uniti (bandiera) | C     | Adonal Foyle     | 1975 | 208  | 113       |
| 33 | Stati Uniti (bandiera) | A     | Antawn Jamison   | 1976 | 208  | 113       |
| 34 | Stati Uniti (bandiera) | A     | Chris Mills      | 1970 | 198  | 98        |

## Staff tecnico
- Allenatore: Eric Musselman
- Vice-allenatori: Phil Hubbard, Tom Sterner, Hank Egan, Mark Osowski
- Preparatore atletico: Tom Abdenour
- Preparatore fisico: Mark Grabow